# Marinko Galič
Marinko Galič (Koper, 1970. április 22. –), szlovén válogatott labdarúgó.
A szlovén válogatott tagjaként részt vett a 2000-es Európa-bajnokságon és a 2002-es világbajnokságon.

## Sikerei, díjai
Maribor
- Szlovén bajnok (2): 1998–99, 1999–2000, 2000–01
- Szlovén kupagyőztes (1): 1993–94, 1998–99